# Alexander González Moreno
Alexander González Moreno (Ciudad de Panamá, Panamá; 12 de diciembre de 1994) es un futbolista Panameño. Juega de centrocampista. Actualmente juega para el Universidad Central de Venezuela Fútbol Club de la Primera División de Venezuela.

## Trayectoria

### Río Abajo FC
Se formó en las categorías inferiores del Río Abajo FC y debutó como profesional en la Primera División de Panamá el 10 de agosto de 2012 en el empate 0 a 0 contra el Tauro FC en el Estadio Luis Ernesto Cascarita Tapia en donde fue titular y jugó todo el partido. En la LPF Apertura 2012 jugó 15 partidos llegando hasta las semifinales, en la LPF Clausura 2013 jugó 11 partidos.

### Sporting SM
El 1 de julio de 2013 fue anunciado su cesión al Sporting SM. Debutó con el club el 31 de agosto de 2018 en la derrota 1 a 0 contra el Tauro FC en el Estadio Rommel Fernández en donde fue titular y jugó hasta el minuto 53. En la Liga de Campeones de la Concacaf 2013-14 jugó 2 partidos quedando eliminado en las fase de grupos. En la LPF Apertura 2013 jugó 9 partidos.

### Río Abajo FC
El 1 de enero de 2014 fue anunciado su regreso al Río Abajo FC tras su cesión en el Sporting SM. Disputó su primer partido tras su regreso el 6 de marzo de 2014 en la victoria 1 a 2 contra el CD Árabe Unido en el Estadio Armando Dely Valdés en donde fue titular y anotó el gol de la victoria al minuto 49 del primer tiempo y jugó todo el partido. En la LPF Clausura 2014 jugó 11 partidos y anotó 2 goles quedando de último así descendiendo a la Liga de Ascenso de Panamá, jugó la Liga Nacional de Ascenso Apertura 2014 llegando hasta las semifinales.

### CA Independiente
El 11 de diciembre de 2014 fue anunciado como nuevo jugador del CA Independiente. Debutó con el club el 16 de enero de 2015 en el empate 1 a 1 contra el Chorrillo FC en el Estadio Agustín Muquita Sánchez en donde fue titular y jugó todo el partido. Quedó subcampeón de la LPF Clausura 2015 en donde jugó 15 partidos y anotó 1 gol.

### Alianza FC
El 15 de septiembre de 2015 fue anunciado como nuevo jugador del Alianza FC. Debutó con el club el 19 de septiembre de 2015 en la derrota 1 a 2 contra el Sporting SM en el Estadio Luis Ernesto Cascarita Tapia en donde fue titular y jugó todo el partido. En la LPF Apertura 2015 jugó 9 partidos y anotó 2 goles.

### CD Plaza Amador
El 2 de enero de 2016 fue anunciado como nuevo jugador del CD Plaza Amador. Debutó con el club el 16 de enero de 2016 en el empate 0 a 0 contra el SD Atlético Nacional en el Estadio Maracaná de Panamá en donde fue titular y jugó todo el partido. Fue campeón de la LPF Clausura 2016 en donde jugó 16 partidos. En la Liga de Campeones de la Concacaf 2016-17 jugó 4 partidos quedando eliminado en las fase de grupos, quedó subcampeón de la LPF Apertura 2016 en donde jugó 16 partidos y en la LPF Clausura 2017 jugó 17 partidos llegando hasta las semifinales.

### Aragua FC
El 1 de julio de 2017 fue anunciado como nuevo jugador del Aragua FC. Debutó con el club 16 de julio de 2017 en el empate 1 a 1 contra el Zamora FC en el Estadio Olímpico Hermanos Ghersi Páez en donde fue titular y jugó hasta el minuto 83. En la Copa Venezuela 2017 jugó 4 partidos en donde quedaron eliminados en los cuartos de final antes los Estudiantes de Caracas Sport Club, en el Torneo Clausura 2017 jugó 16 partidos quedando en la posición dieciséis.

### Jaguares de Córdoba
El 22 de enero de 2018 fue anunciado como nuevo jugador de los Jaguares de Córdoba. Debutó con el club el 14 de febrero de 2018 en el empate 0 a 0 contra los Leones Fútbol Club en el Estadio Metropolitano Ciudad de Itagüí en donde fue suplente y entró al minuto 77 por Danilson Córdoba. Estuvo en la banca en la Primera fase de la Copa Sudamericana 2018. En el Torneo Apertura 2018 jugó 4 partidos en donde quedó en la posición catorce.

### CD Plaza Amador
El 24 de julio de 2018 fue anunciado su regreso al CD Plaza Amador. Disputó su primer partido tras su regreso al club el 5 de agosto de 2018 en la derrota 0 a 1 contra el San Francisco FC en el Estadio Maracaná de Panamá en donde fue titular y jugó todo el partido. En el Torneo Apertura 2018 en donde jugó 16 partidos en donde llegaron hasta los playoff, en el Torneo Clausura 2019 jugó 15 partidos.

### Pacific FC
El 17 de mayo de 2019 fue anunciado como nuevo jugador del Pacific FC. Debutó con el club el 22 de mayo de 2019 en la derrota 2 a 1 contra el Calvary FC en el ATCO Field en donde fue titular y jugó todo el partido. En el Campeonato Canadiense de Fútbol 2019 jugó 1 partido en done quedó eliminado en la primera ronda contra el Calvary FC. en la Canadian Premier League 2019 jugó 20 partidos.

### Sporting SM
El 29 de enero de 2020 fue anunciado su regreso al Sporting SM. Disputó su primer partido tras su regreso al club el 8 de febrero de 2020 en el empate 0 a 0 contra el Atlético Chiriquí en el Estadio San Cristóbal en donde suplente y entró al minuto 70 por Alexis Corpas. En el Torneo Apertura 2020 solo jugó 5 partidos por dicho torneo fue cancelado por el COVID 19.

### Alianza FC
El 27 de octubre de 2020 fue anunciado su regreso al Alianza FC siendo esta su segunda etapa con el club. Debutó con el club el 29 de octubre de 2020 en el empate 2 a 2 contra el Tauro FC en el Estadio Javier Cruz en donde fue suplente y entró al minuto 70 por César Medina. En el Torneo Clausura 2020 jugó 9 partidos y anotó 1 gol llegando hasta los playoff.

### San Francisco FC
El 15 de marzo de 2021 fue anunciado como nuevo jugador del San Francisco FC. Debutó con el club el 3 de abril de 2021 en el empate 1 a 1 contra el Alianza FC en el Estadio Javier Cruz en donde fue titular y jugó todo el partido. En el Torneo Apertura 2021 jugó 8 partidos.

### Herrera FC
El 1 de octubre de 2021 fue anunciado como nuevo jugador del Herrera FC. Debutó con el club el 9 de octubre de 2021 en la derrota 0 a 2 contra el CD Plaza Amador en el Estadio Los Milagros de Chitré en donde fue titular y jugó todo el partido. Fue subcampeón del Torneo Clausura 2021 en donde jugó 10 partidos y anotó 1 gol, en el Torneo Apertura 2022 jugó 15 partidos llegando hasta los playoff.

### Alianza FC
El 16 de julio de 2022 fue anunciado su regreso al Alianza FC siendo esta su tercera etapa con el club. Disputó su primer partido tras su regreso el 22 de julio de 2022 en la victoria 0 a 1 contra el Sporting SM en el Estadio Los Andes en donde fue titular y jugó todo el partido. En la Liga Concacaf 2022 jugó 2 partidos quedando eliminado en los octavos de final ante la LD Alajuelense en un global de 6 a 1. En el Torneo Clausura 2022 jugó 15 partidos.

### CD Hermanos Colmenarez
El 9 de enero de 2023 fue anunciado como nuevo jugador del Club Deportivo Hermanos Colmenárez. Debutó con el club el 3 de febrero de 2023 en la derrota 2 a 0 contra el Zamora FC en el Estadio Agustín Tovar en donde fue titular y jugó todo el partido. En la Primera División de Venezuela 2023 solo jugó 7 partidos porque el 27 de marzo de 2023 fue dado de baja por el club y en donde el jugador dio una declaración que el motivo de su despido fue por falta de pagos por parte del club.

### Cúcuta Deportivo
El 13 de julio de 2023 fue anunciado como nuevo jugador del Cúcuta Deportivo. Debutó con el club el 20 de julio de 2023 en la victoria 1 a 2 contra el Orsomarso SC en el Estadio Francisco Rivera Escobar en donde fue titular y jugó todo el partido. En la Copa Colombia 2023 jugó 6 partidos en donde quedaron eliminados en las semifinales contra los Millonarios FC en un global de 1 a 2. Fue subcampeón del Torneo Finalización 2023 en donde jugó 23 partidos.

### UCV FC
El 17 de enero de 2024 fue anunciado como nuevo jugador de la Universidad Central de Venezuela Fútbol Club. Debutó con el club el 4 de febrero de 2024 en el empate 0 a 0 contra el Angostura Fútbol Club en donde fue titular y jugó hasta el minuto 67.

## Selección nacional

### Categorías inferiores
Fue convocado por la selección sub-17 de Panamá para el Campeonato Sub-17 de la Concacaf de 2011 en donde jugó 7 partidos y quedó en el tercer lugar y para la Copa Mundial de Fútbol Sub-17 de 2011 en donde juego 4 partidos quedando eliminado en octavos de final ante México con un marcador de 2 a 0. Fue convocado por la selección sub-20 Panamá para los X Juegos Deportivos Centroamericanos en donde jugó 2 partidos quedando eliminado en la primera fase y para el Campeonato Sub-20 de la Concacaf de 2013 en donde jugó 3 partidos y anotó 1 gol quedando eliminado en los cuartos de final ante El Salvador en un marcador de 3 a 1.

### Selección absoluta
Debutó con el selección absoluta de Panamá el 10 de octubre de 2020 en la victoria 0 a 1 contra Costa Rica en el Estadio Nacional de Costa Rica en donde fue titular y jugó hasta el minuto 59.

### Participaciones en selección nacional
| Copa                         | Categoría | Sede       | Resultado        | Partidos | Goles |
| ---------------------------- | --------- | ---------- | ---------------- | -------- | ----- |
| Campeonato Sub-17 2011       | Sub-17    | Jamaica    | Tercer lugar     | 7        | 0     |
| Copa Mundial Sub-17 2011     | Sub-17    | México     | Octavos de final | 4        | 0     |
| Juegos Centroamericanos 2013 | Sub-20    | Costa Rica | Primera fase     | 2        | 0     |
| Campeonato Sub-20 2013       | Sub-20    | México     | Cuartos de final | 3        | 1     |

## Clubes
| Club                   | País      | Año           | Partidos | Goles |
| ---------------------- | --------- | ------------- | -------- | ----- |
| Río Abajo F. C.        | Panamá    | 2012 - 2013   | 26       | 5     |
| Sporting San Miguelito | Panamá    | 2013 - 2014   | 11       | 0     |
| Río Abajo F. C.        | Panamá    | 2014          | 11       | 2     |
| C. A. Independiente    | Panamá    | 2014 - 2015   | 15       | 1     |
| Alianza F. C.          | Panamá    | 2015 - 2016   | 9        | 2     |
| C. D. Plaza Amador     | Panamá    | 2016 - 2017   | 49       | 0     |
| Aragua F. C.           | Venezuela | 2017          | 25       | 0     |
| Jaguares de Córdoba    | Colombia  | 2018          | 4        | 0     |
| C. D. Plaza Amador     | Panamá    | 2018 - 2019   | 13       | 0     |
| Pacific F. C.          | Canadá    | 2019          | 20       | 1     |
| Sporting San Miguelito | Panamá    | 2020          | 5        | 0     |
| Alianza F. C.          | Panamá    | 2020          | 9        | 1     |
| San Francisco F. C.    | Panamá    | 2021          | 8        | 0     |
| Herrera F. C.          | Panamá    | 2021 - 2022   | 24       | 1     |
| Alianza F. C.          | Panamá    | 2022          | 15       | 0     |
| CD Hermanos Colmenárez | Venezuela | 2023          | 7        | 0     |
| Cúcuta Deportivo       | Colombia  | 2023          | 27       | 0     |
| UCV F. C.              | Venezuela | 2024-presente | 19       | 0     |

## Palmarés
| Título           | Club            | País   | Año    |
| ---------------- | --------------- | ------ | ------ |
| Primera División | CD Plaza Amador | Panamá | 2016-C |